# 大原町 (岩手県)
大原町（おおはらまち）は、1955年（昭和30年）まで岩手県東磐井郡にあった町。現在の一関市大東町大原にあたる。

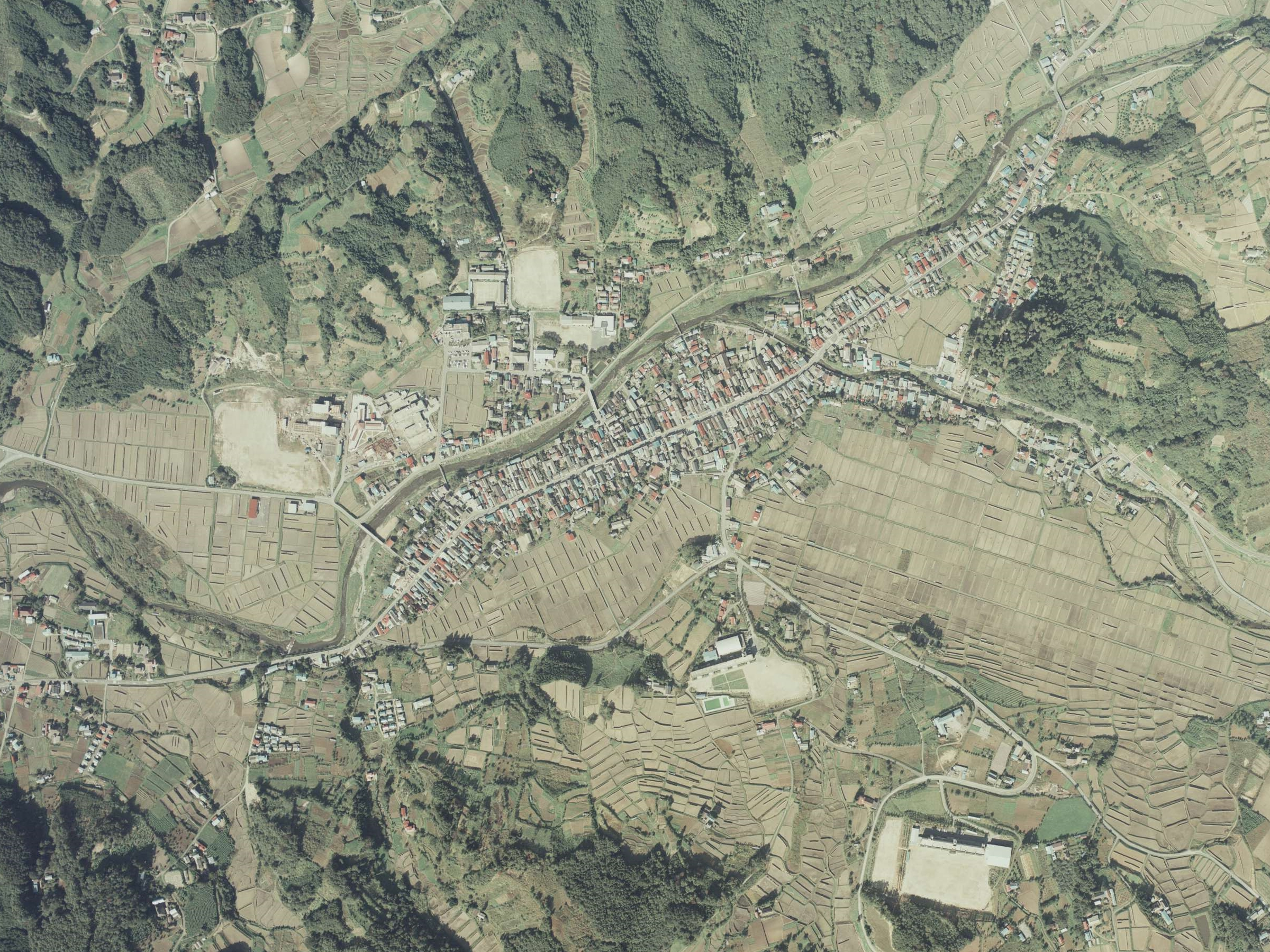
合併後の大原地域中心部の空中写真（1977年10月）

## 沿革
- 1889年（明治22年）4月1日 - 町村制施行にともない、旧来の大原村単独で村制施行。
- 1903年（明治36年）3月21日 - 町制施行し、大原町となる。
- 1955年（昭和30年）4月1日 - 摺沢町・興田村・猿沢村・渋民村と合併し、大東町となる。

## 行政

### 歴代村長
| 代 | 氏名       | 就任日                    | 退任日                    | 備考 |
| -- | ---------- | ------------------------- | ------------------------- | ---- |
| 1  | 富永真太郎 | 1889年（明治22年）5月8日  | 1889年（明治22年）9月28日 |      |
| 2  | 伊東公平   | 1889年（明治22年）9月29日 | 1891年（明治24年）3月20日 |      |
| 3  | 佐伯春三郎 | 1891年（明治24年）3月24日 | 1899年（明治32年）3月18日 |      |
| 4  | 千葉忠質   | 1899年（明治32年）3月23日 | 1903年（明治36年）3月20日 |      |

### 歴代町長
| 代 | 氏名         | 就任日                     | 退任日                     | 備考         |
| -- | ------------ | -------------------------- | -------------------------- | ------------ |
| 1  | 千葉忠質     | 1903年（明治36年）3月21日  | 1907年（明治40年）4月30日  | 村長より留任 |
| 2  | 亀卦川誠三郎 | 1907年（明治40年）11月29日 | 1910年（明治43年）12月9日  |              |
| 3  | 佐伯源八郎   | 1911年（明治44年）3月31日  | 1916年（大正5年）9月29日   |              |
| 4  | 千葉忠質     | 1917年（大正6年）2月13日   | 1931年（昭和6年）9月30日   | 再任         |
| 5  | 亀卦川誠三郎 | 1931年（昭和6年）11月2日   | 1935年（昭和10年）11月1日  | 再任         |
| 6  | 千葉忠質     | 1935年（昭和10年）11月2日  | 1939年（昭和14年）10月30日 | 三任         |
| 7  | 亀卦川甚蔵   | 1939年（昭和14年）11月1日  | 1945年（昭和20年）10月10日 |              |
| 8  | 佐伯正雄     | 1947年（昭和22年）4月8日   | 1949年（昭和24年）3月14日  |              |
| 9  | 金野達之助   | 1949年（昭和24年）4月16日  | 1953年（昭和28年）4月15日  |              |
| 10 | 伊東四平     | 1953年（昭和28年）4月16日  | 1955年（昭和30年）3月31日  |              |

## 教育

### 高等学校
- 岩手県立摺沢高等学校定時制課程大原分校

### 中学校
- 大原町立大原中学校
- 大原町立大原中学校内野分校

### 小学校
- 大原町立大原小学校
- 大原町立内野小学校